# Kolbinka (Tomsk)
|  | Per a altres significats, vegeu «Kolbinka». |

Kolbinka (en rus: Колбинка) és un poble de l'óblast de Tomsk, a Rússia, que el 2021 tenia 93 habitants.